# Sybil Kathigasu
Sybil Medan Kathigasu (Medan, Indonesia, 3 de septiembre de 1899 - Lanark, Escocia, 12 de junio de 1948), fue una enfermera y comadrona que apoyó la resistencia durante la ocupación japonesa de Malasia, siéndole otorgada la Medalla George por su valentía (única mujer malasia en recibirla). Durante esta ocupación, la familia Kathigasu guardó los sistemas de radio de onda corta y escuchó de manera clandestina las transmisiones de la BBC. Además, suministraron medicinas, servicios médicos, así como información a las fuerzas de la resistencia. Las personas pertenecientes a la familia siguieron realizando esta labor hasta que fueron arrestadas en 1943, para ser torturadas posteriormente.

## Biografía
Sybil, de padre irlandés y madre india, nació en Medan, Sumatra (Indias orientales holandesas). Creció en la Malasia británica, donde residía gran población de ex-patriotas chinos, y hablaba con fluidez el cantonés. Se casó con el doctor Abdon Clement Kathigasu en 1919, con quien tuve dos hijas y un hijo adoptivo.
Se casaron en la iglesia de San Juan (ahora catedral) en Bukit Nanas, Kuala Lumpur, el 7 de enero de 1919. Inicialmente hubo una objeción de motivo religioso por parte de sus padres, ya que era hindú. Sin embargo, acordándolo con su padre, cambió su nombre y religión el 4 de enero de 1919 para que se celebrara la boda. Su nuevo nombre (católico) era Abdon Clement (A C) Kathigasu. El primer hijo de Sybil nació el 26 de agosto de 1919, pero debido a problemas serios al nacer, murió tras solo 19 horas. Le había puesto de nombre Michael, en honor al el hermano mayor de Sybil, que nació en Taiping el 12 de noviembre de 1892 y fue asesinado en Gallipoli el 10 de julio de 1915 como miembro del ejército británico.
La muerte de Michael fue un golpe devastador para la pareja. La madre de Sybil les sugirió que adoptaran a un niño, y así lo hicieron. Adoptaron a William Pillay, nacido el 25 de octubre de 1928, y pasó a ser su primer hijo. El 26 de febrero de 1921, la familia creció con el nacimiento de Olga en Pekeliling, Kuala Lumpur. La muerte de Michael convertía este nacimiento en algo muy especial, por el miedo que había a que se repitiera la historia. Tuvieron una segunda hija, el 21 de septiembre de 1936, bautizada en la iglesia de San Miguel, Ipoh.
En 1926, pusieron en marcha una clínica en Ipoh, Malasia, hasta el día anterior a la llegada de las tropas japonesas el 26 de diciembre de 1942. La pareja y sus tres hijos tuvieron que esconderse en una ciudad cercana, Papan, donde escondían una radio de onda corta para escuchar las transmisiones de la BBC y proporcionarlas a la resistencia, el Ejército Antijaponés del Pueblo Malayo (MPAJA), y donde brindaron asistencia médica a los miembros del 5º Regimiento Independiente del Ejército Comunista Antijaponés del pueblo malayo. El doctor Kathigasu fue arrestado en julio de 1943, y Sybil también lo fue el mes siguiente, siendo ambos encarcelados y torturados. Kathigasu declaró el miedo que tuvo de involucrar a su familia en la actividad prohibida de ayudar a la guerrilla. Mientras que los miembros adultos de la familia recibían instrucciones de mantener a los visitantes alejados de la parte trasera de la casa, lo que, en cierto sentido, los reclutaba para cumplir con su deber de "centinela", los niños eran más difíciles de manejar. Por ejemplo, en una ocasión, y debido a una situación inesperada, Sybil tuvo que enviar a su hija Dawn a transportar un mensaje secreto a la guerrilla, lo que produjo una tensión enorme en su cabeza, además de miedo y angustia. En febrero de 1945, su marido fue sentenciado a 15 años de prisión y ella recibió una condena de cadena perpetua. Fueron liberados en agosto de 1945 por las fuerzas comunistas, y ella fue trasladad al Reino Unido en septiembre ed 1945 para recibir tratamiento médico por las secuelas del tiempo que fue torturada. En Gran Bretaña, empezó a escribir sus memorias, las cuales fueron publicadas bajo el título "No Dram of Mercy" en 1954. El rey George VI le otorgó la Medalla George en el palacio de Buckingham por la valentía de Sybil durante la ocupación japonesa, y se convirtió en la primera y única mujer malaya en recibir tal reconocimiento. Murió en el Reino Unido en 1948, no pudo superar las heridas sufridas por la tortura a pesar de los tratamientos médicos. Fue enterrada en Lanark, Escocia y, posteriormente, pasó a ser enterrada en el cementerio católico junto a la iglesia de San Miguel, en Ipoh.

### Encarcelación y tortura
Durante su encarcelación, fue interrogada y sometida a una larga tortura. Los japoneses intentaron que revelara información crucial que ella tenía, y la sometieron, entre otras cosas, a curas de agua, un método de tortura en el que la víctima se ve obligada a beber grandes cantidades de agua en un periodo de tiempo muy corto, lo que provoca en la persona un intoxicación por agua que puede concluir en muerte. Además, pisaban su estomágo con el objetivo de hacer salir el agua. Según un artículo de Mariam Mokhtar, periodista malaya, la hija de cinco años de Sybil fue colgada de un árbol sobre un carbón encendido por los torturadores, en un intento de quebrar la lealtad de Sybil a las fuerzas de resistencia. Pero ella no sucumbió ni una sola vez. Estuvo en la prisión de Batu Gajah hasta que fue pasando el resto de la guerra. En 1945, cuando Malaya había sido liberada, se la llevaron a Gran Bretaña para recibir tratamiento médico.
Aunque sobrevivió a la tortura durante tres años, su salud se vio claramente deteriorada. Había sufrido múltiples fracturas de distintos huesos, no podía caminar, había perdido sus uñas, y su salud en general se había visto muy mermada. El 12 de junio de 1948 falleció en Lanark, Escocia, de una septicemia aguda, provocada por una de las lesiones que sufrió durante su tortura. Sus restos fueron devueltos a Ipoh en 1949 entre un gran homenaje multitudinario.

### Convicciones políticas y religiosas
Sybil tenía la esperanza y el deseo de que su país volviera a tener una administración británica. Su aliada en el movimiento de resistencia, Chin Peng, por el contrario, no tenía esta ilusión. De ideales comunistas, Peng nunca deseó aliarse con Gran Bretaña ante los invasores del sol naciente y su lucha conjunta la calificaba más bien como un "acuerdo transitorio", porque pasado este conflicto, estos volverían a ser sus enemigos imperiales. Según ella, los británicos les usaban porque no tenían otra opción, así que, decidieron usar también a los británicos en una especie de pacto con el diablo.
La esperanza de Sybil de un regreso británico venía dada de su faceta espiritual: de su fe católica. El catolicismo la guía a una vida de sacrificio y justicia, aspectos que ella interpreta como centrales también para los valores coloniales británicos. En sus textos expone narraciones de mártires cristianos y muestran una profunda fe. Pero no son solo registros de fortaleza, de una fe fuerte y confianza grande en Dios, sino que también revelan un ser más introspectivo, una persona que sufre el coraje y el miedo.

## Premios y reconocimientos
- Fue galardonada con la Medalla George por su coraje y valentía, siendo la primera y única mujer local en recibirla.[6]
- Por tales motivos, también recibió el galardón "Malaysia's Florence Nightingale".[6]
- Su casa de dos pisos en Papan, en el número 74 de la calle principal se ha convertido en una casa conmemorativa .La activista cultural Law Siak Hong dirige un monumento conmemorativo para ella en dicha casa, con una variedad de artefactos, muebles, parafernalia y herramientas, exclusivos de clínicas y hogares de la época. Los artículos en exhibición incluyen fórceps usados por parteras, un tributo a la reputación de Sybil como partera. La instalación funcionaba como un centro de enseñanza antes de que Law la alquilara en 2002. Sirve como una oda a Papan, con fotografías en blanco y negro de sus residentes de principios del siglo XX en sus paredes, así como libros sobre Sybil y la ciudad, alineados en sus estantes.[7]

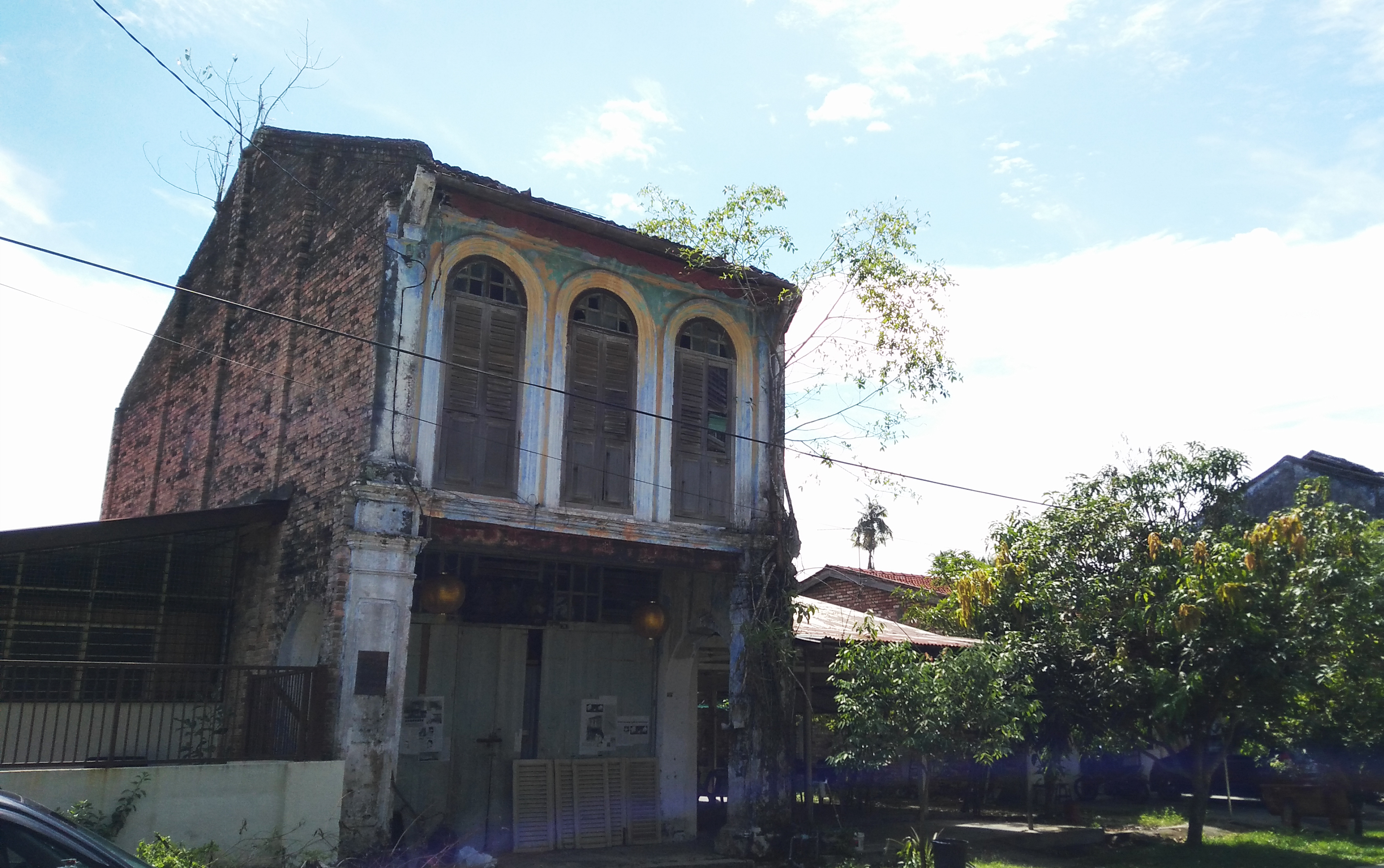
Casa de la familia Kathigasu, en el número de 74 de la calle principal de Papan.

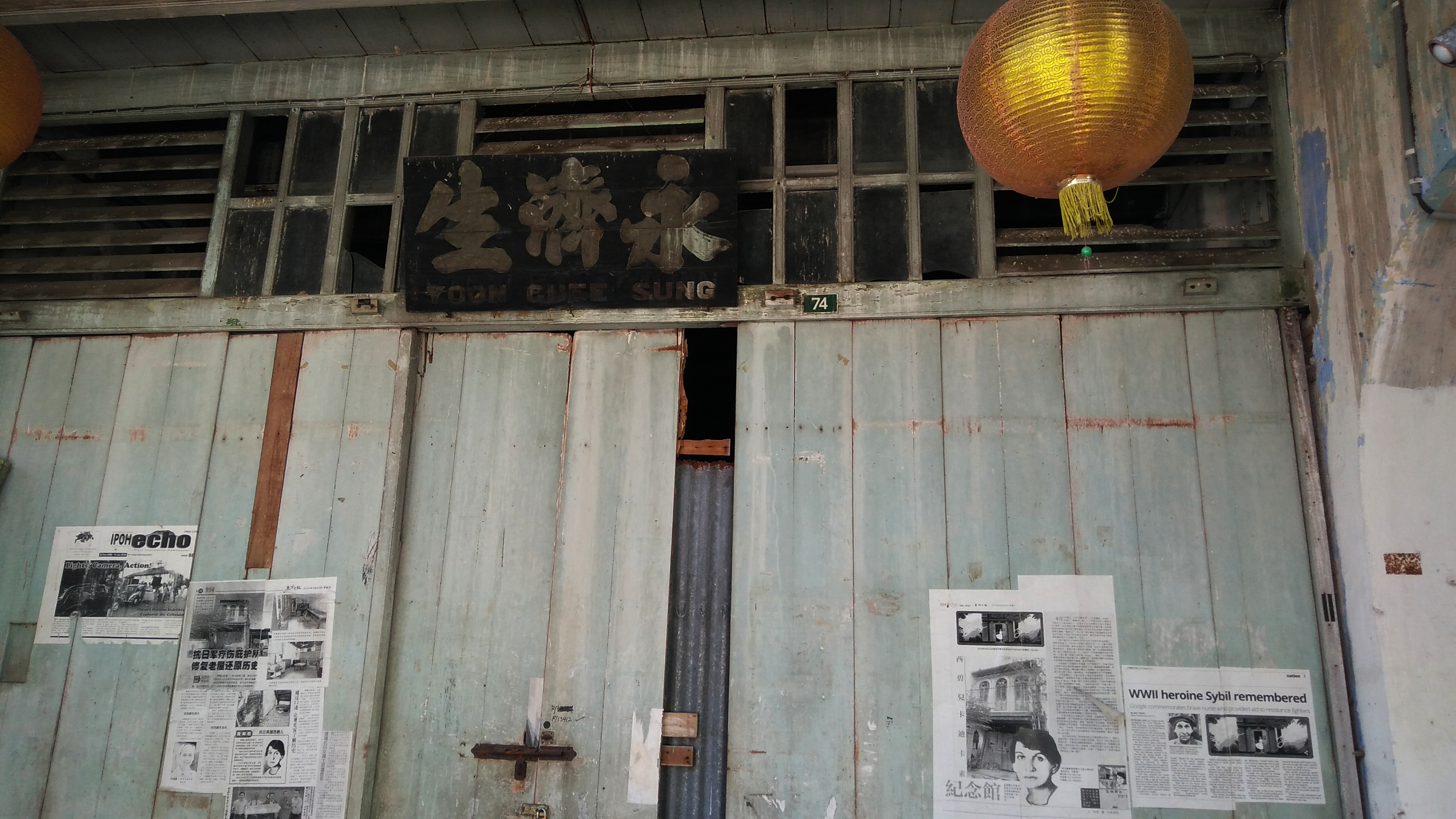
Casa de la familia Kathigasu, en el número 74 de la calle principal de Papan. Periódicos de la época de Sybil que adornan el portón de la casa.

- Una carretera en Fair Park, Ipoh, también lleva su nombre.[6]
- En 2006 se editó el libro "Faces of Courage". En este libro, se incluye su publicación "No dram of mercy", en el que Syibil las experiencias como prisionera y torturada, y que completó pocos meses antes de su muerte. Además, se añade el relato de Chin Peng, líder de la guerrilla que trabajó estrechamente con Sybil, y una tercera parte titulada "Exploring the legend", en el que Norma Miraflor e Ian Ward analizan por qué el trabajo de Sybil fue tan importante.[8]
- En 2010 se estrena en Malasia una miniserie de televisión basada en la vida de Sybil, "Apa Dosaku: The Sybil Kathigasu Story".[9]
- En 2016, en el 117.º aniversario de su nacimiento, fue objeto de un doodle del buscador Google. En este doodle, la cinta estampada de la Medalla George rodea una imagen serena de Sybil en la puerta de su casa en Papan.[10][11]
- En 2017, se inició una campaña en el portal change.org para reconocer a Sybil en el programa de estudios. El presidente del Grupo de Acción de Padres para la Educación, Datin Noor Azimah Abdul Rahim, explicó que, reconocer a Sybil en el programa de estudios envía un buen mensaje al alumnado de que se dará crédito donde se debe en Malasia y que todas las razas ayudaron a construir la nación. También expuso que, marcaría un hito para las mujeres, que estaban en gran parte marginadas en los relatos históricos de la lucha de Malasia por la independencia.[10]